# Roland Nilsson
Roland Nilsson   (Helsingborg, 27 de novembre de 1963) fou un futbolista suec de la dècada de 1990.
Fou 116 cops internacional amb la selecció sueca amb la qual participà en la Copa del Món de Futbol de 1990 i a la Copa del Món de Futbol de 1994.
Pel que fa a clubs, defensà els colors d'IFK Göteborg, Sheffield Wednesday FC, Helsingborgs IF i Coventry City FC.